# 尾叶灰木
尾叶灰木（学名：Symplocos caudata）为灰木科灰木属下的一个种。

## 扩展阅读
- 維基物種上的相關：尾叶灰木